# جزيرة غوسونغ باندان
جزيرة غوسونغ باندان وهي جزيرة من جزر إندونيسيا، وتقع في بولاو سيريبو في إقليم جاكارتا.